# Cova de la Pileta
La Cova de la Pileta és una cova a Benaoján, província de Màlaga a Espanya. És un jaciment prehistòric amb art parietal del Paleolític i restes neolítics, descobert a 1905 per José Bullón Lobato, i explorat i estudiat per Willoughby Verner, Henri Breuil i Hugo Obermaier. La cova reuneix nombroses pintures i gravats d'estil francocantàbric amb representacions de cèrvids, cavalls, peixos, cabres, bous, una foca, un bisó, signes abstractes i figures indeterminades. Es tracta d'un important conjunt que aporta interessants dades sobre l'expansió de l'art paleolític fora de les seves àrees clàssiques de desenvolupament (N d'Espanya i SO de França). Així mateix s'han trobat també figures negres esquemàtiques de l'Eneolític i restes materials neolítics (ceràmica pintada i incisa). És un dels principals atractius turístics de la Regió muntanyenca de Ronda.

## El descobriment de la cova
La cova va ser descoberta el 1905 per José Bullón Lobato, pagès amb terres arrendades al proper Ranxo del Harillo, en observar la sortida de nombrosos ratpenats s mentre buscava guano per les terres. Després trobar en les seves primeres incursions les primeres pintures rupestres denominar l'enclavament Cova dels rètols que més tard va prendre el nom de la Pileta pel turó en el qual es trobava. La notícia no triga a estendre pels pobles del voltant i el 1907 el coronel retirat Willoughby Verner, resident a la propera ciutat d'Algesires, coneix de l'existència de la cova mentre es trobava a la localitat de Jimera de Líbar.
Verner visitaria el lloc en els anys següents de 1909, 1910 i 1911 publicant aquest últim any «Letters from Wilder Spain. A mysterious Cave» a la revista britànica « The Saturday Review». Aquest treball va arribar a mans de l'antropòleg Henri Breuil que acompanyat de Verner i dels estudiosos Hugo Obermaier, Pau Wernert i Juan Cabré van visitar la cova el 1912. Com a conseqüència d'aquestes visites apareixeria la monografia «La Pileta a Benaojan: (Malaga) (Espagne)» sota el patrocini del príncep Albert I de Mònaco.
Després d'aquests primers treballs de recerca són nombrosos els científics que arriben a la Cova de la Pileta realitzant múltiples exploracions. A causa de la presa de consciència de la importància de les restes i pintures presents a la cova el 1924 mitjançant Reial Ordre de 25 d'abril la Cova de la Pileta és declarada monument arquitectònic-artístic amb denominació de Bé d'Interès Cultural (BIC). Totes les expedicions són acompanyades pel descobridor de la gruta, Tomàs Bullón, que gràcies al coneixement acumulat sobre la topografia de la cova descobreix el 1924 l'actual entrada (l'original durant l'ocupació prehistòrica de la cova) i el 1933 les anomenades Noves Galeries i les Galeries del SEU on es localitzen esquelets humans.
A la dècada de 1940 es procedeix a condicionar l'interior de la cova tallant graons allà on era necessari amb l'objectiu de facilitar el trànsit pel seu interior. No seria fins al 1992 quan els fills de Tomàs Bullón acompanyats pel grup d'espeleòlegs del  Grup Espeleològic Alpí Rondeño (GEAR) de Ronda descobrissin un nou tram en la cova de 250 metres de longitud.

## Context geològic

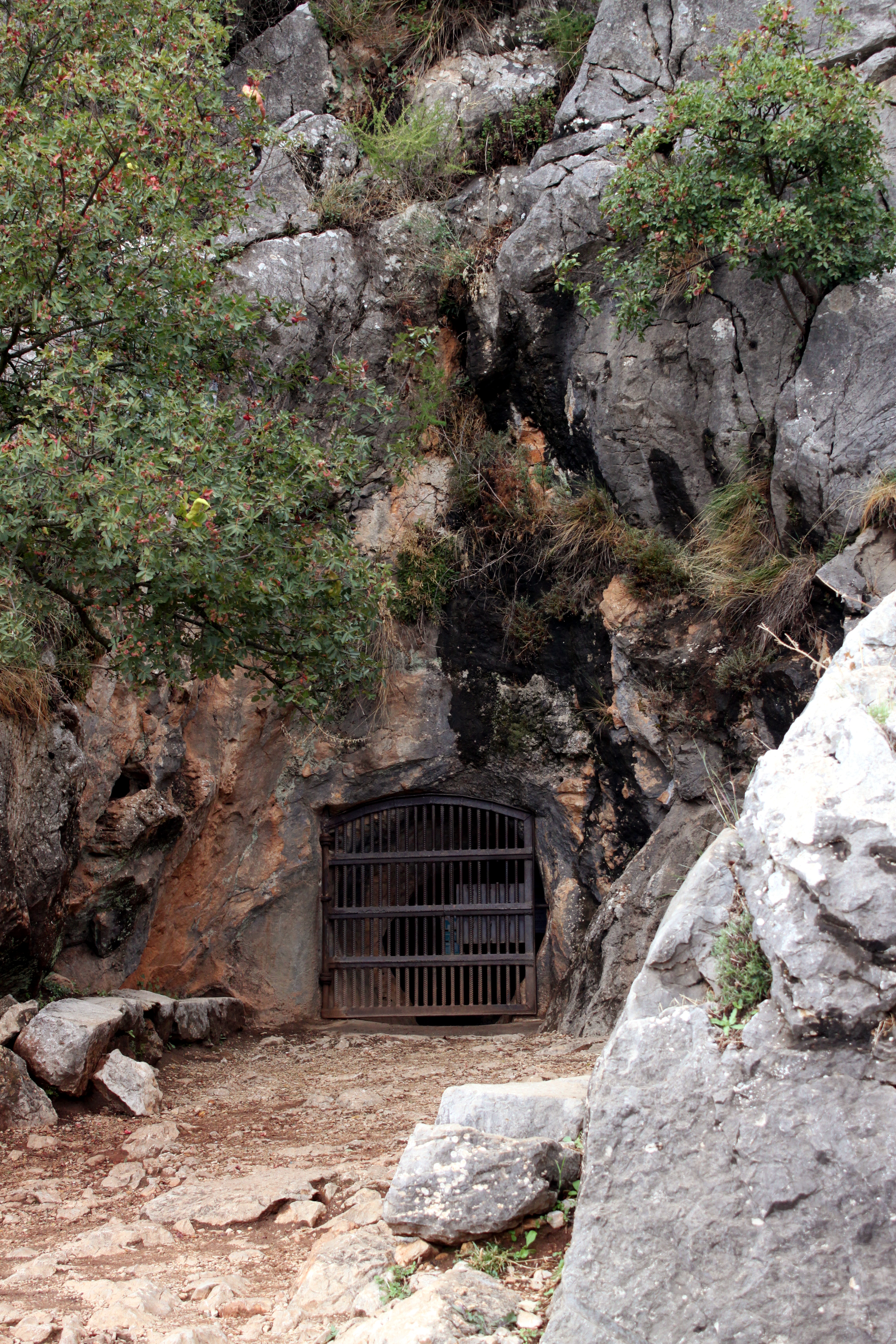
Entrada de la Cova de la Pileta.

Geològicament la Serra de Grazalema, amb la resta de les anomenades zones externes de la Serralada Bètica, va tenir el seu origen en els sediments calcaris dipositats al fons del mar de Thetis a partir del període Juràssic. Aquests sediments van ser elevats durant l'orogènia alpina a conseqüència de la col·lisió de la microplaca d'Alborán i la placa ibèrica durant el Miocè inferior.
A partir de la seua emersió el conjunt calcari es va veure sotmès a l'acció erosiva dels agents ambientals. La Serra de Líbar, en el vessant oriental es troba La Pileta, va actuar des d'un principi com a via de drenatge de les aigües del proper riu Guadiaro aprofitant les aigües les esquerdes obertes en la roca durant el plegament del turó. D'aquesta manera la cova va progressivament formant-se i eixamplant les seves galeries des del Pliocè.
En una primera etapa la cova roman totalment inundada en trobar per sota del nivell del riu. Progressivament al llarg del Plistocè i conforme el llit del Guadiaro forma la vall on avui es troba van quedant galeries lliures d'aigua mentre que es formen altres en nivells inferiors. Corresponen a aquesta etapa de formació de la cova la gènesi de gran part de les estructures estalagmítiques presents per la filtració d'aigua a través de les esquerdes de sostres i parets i l'arrossegament de mineral és dissolts
Després de la baixada del nivell del riu va haver de produir un segon fenomen d'inundació a la cova, provocat potser pel tancament temporal de les vies de drenatge a l'exterior, que van ocasionar un nou episodi erosiu que va tenir com a conseqüència la formació d'ones d'erosió i el desgast de parets i columnes.
Després de la posterior desaparició de les aigües subterrànies el sistema de galeries queda exposat i s'obre l'entrada principal pel trencament de la muntanya en una falla que donarà també lloc al Polje Harilla situat als peus del vessant.

## Ocupació prehistòrica i manifestacions artístiques
Gràcies a l'estudi estilístic de les pintures rupestres (comparant amb altres jaciments de l'arc mediterrani, principalment Parpalló), i l'anàlisi de les restes humanes, lítics i ceràmics localitzats a l'interior de la Cova de la Pileta, s'han documentat quatre fases d'ocupació durant el període paleolític superior: Solutrià mitjà, Gravetià, Magdalenià Mitjà i Magdaleniense Superior, amb característiques pinturas ocres i vermelles i motius zoomorfs i fases d'ocupació neolítiques amb sèries de pintures distribuïdes per tota la cova, generalment de color negres i motius geomètrics.

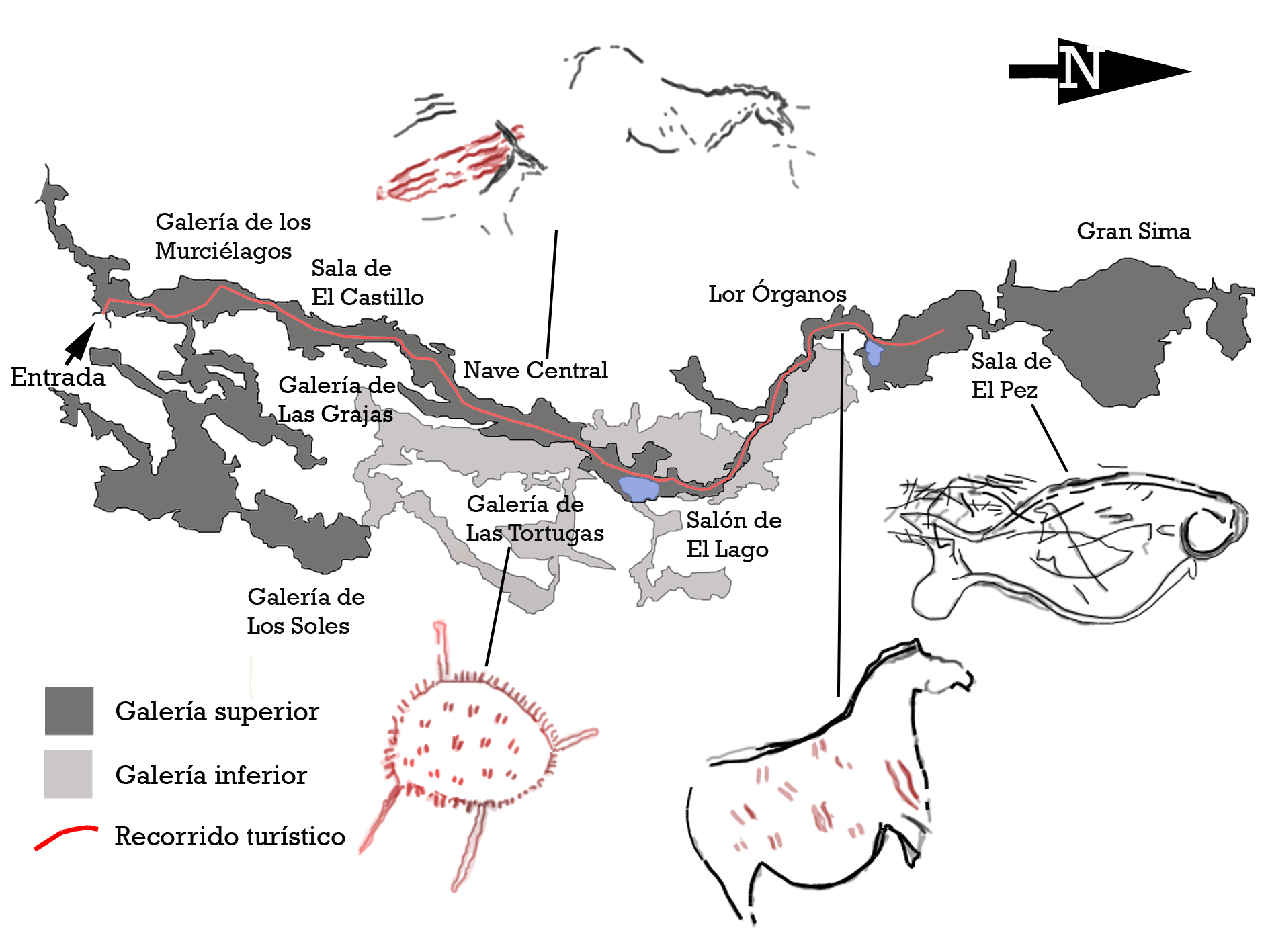
Pla de la Cova de la Pileta situant alguna de les pintures més representatives.

La prolongada presència humana i la profusió de representacions artístiques que conté s'ha relacionat amb el paper que exerciria la cova com lloc d'agregació, lloc de reunió de diversos grups de caçadors-recol·lectors de la regió que viatjarien a través de les vies del riu Guadiaro i dels passos naturals de la zona. D'aquesta manera estil i motius similars als localitzats en aquest emplaçament són localitzats comunament en diverses coves i abrics de la Regió muntanyenca de Ronda, Serra de Grazalema i Camp de Gibraltar, llocs des dels quals o cap als quals es desplaçaven els grups humans que van poblar el jaciment.
La cronologia de les pintures abasta diversos mil·lennis, des de fa aproximadament 20.000 anys pot observar l'evolució en la tècnica pictòrica des de les més antigues representacions naturalistes fins a les més tardanes esquemàtiques. Encara amb això solen repetir els motius zoològics representats com pot constatar en el cas concret dels caprins les primeres manifestacions es corresponen al solutrià mitjà i les últimes al magdalenià superior.
Dins de les pintures paleolítiques representant animals destaca l'anomenada euga prenyada, pintura que troba similituds amb altres coves del sud de la  península com la Cueva del Moro situada al terme municipal de Tarifa. L'anàlisi d'aquesta pintura i els seus equivalents amb les existents en altres coves de l'arc mediterrani permeten establir una cronologia en el solutrià trobant-se en un estret llenç costat d'una gran quantitat de representacions, entre les quals destaquen diversos símbols serpentiformes, en el que habitualment s'ha anomenat el santuari.
Destaca també la figura anomenada el peix situat en una àmplia sala que avui pren el seu nom. Pintures de peixos poden trobar-se també en altres coves de la regió com la cova de Ardales, de les Motillas (Jerez de la Frontera) o de Nerja i es relaciona amb el complex Solutrense, moment en què les arts de pesca començaven a desenvolupar-se. A l'interior d'aquesta figura apareix una altra que usualment s'interpreta com una foca encara que alguns estudis indiquen que podria tractar-se d'una figura femenina.
Les pintures neolítiques repeteixen els motius animals, sent aquests representats de forma molt esquemàtica, altres figures compostes per línies i la majoria de les vegades relacionades amb antropomorfs i zoomorfs són interpretades com a calendaris o algun tipus de notació numèrica. Altres motius són molt menys freqüents com la representació de mans positives tan usuals en la propera cova d'Ardales i que en l'interior de la Pileta són merament testimonials.